# Galumna globuloides
Galumna globuloides är en kvalsterart som först beskrevs av Tafner 1905.  Galumna globuloides ingår i släktet Galumna och familjen Galumnidae. Inga underarter finns listade i Catalogue of Life.